# Castello di Plassenburg
Il castello di Plassenburg è un edificio costruito sulle alture della città di Kulmbach in Baviera. È uno dei castelli più imponenti della Germania, simbolo della città. Per molto tempo è stato considerato un modello di costruzione di fortezza.
Il castello di Plassenburg fu menzionato per la prima volta nel 1135 durante il regno del conte Berchtold II di Andechs. Dal 1340, i membri del Casato di Hohenzollern risiedevano in questo castello. Nel 1554 il castello fu distrutto e ricostruito dall'architetto Caspar Vischer. Nel 1810 la città di Külmbach fu annessa alla Baviera. Il castello fu utilizzato come prigione, poi come ospedale militare.
Il castello, gestito dall'"Amministrazione dei castelli, giardini e laghi dello stato bavarese", ospita vari musei: il museo delle statuine in peltro con circa 300.000 soggetti, il museo regionale del Meno e alcune collezioni nazionali di arte. È un luogo di incontro per vari eventi culturali.